# Okrug Prešov
Okrug Prešov (slovački: Okres Prešov) nalazi se u istočnoj Slovačkoj u  Prešovskom kraju.  U okrugu živi 175 447 stanovnika, dok je gustoća naseljenosti 187,85 stan/km². Ukupna površina okruga je 933,95 km². Glavni grad okruga Prešov je istoimeni grad Prešov.

## Stanovništvo
| Godina:     | 1994.   | 2004.   | 2014.   | 2024.   |
| ----------- | ------- | ------- | ------- | ------- |
| Broj ljudi: | 156 452 | 163 743 | 171 778 | 175 447 |
| Razlika:    |         | +4,66 % | +4,90 % | +2,13 % |

| Godina:     | 2023.   | 2024.   |
| ----------- | ------- | ------- |
| Broj ljudi: | 174 741 | 175 447 |
| Razlika:    |         | +0,40 % |

## Gradovi
- Prešov
- Veľký Šariš

## Općine
| - Abranovce - Bajerov - Bertotovce - Brestov - Bretejovce - Brežany - Bzenov - Čelovce - Červenica - Demjata - Drienov - Drienovská Nová Ves - Dulova Ves - Fintice - Fričovce - Fulianka - Geraltov - Gregorovce - Haniska - Hendrichovce - Hermanovce - Hrabkov - Chmeľov - Chmeľovec - Chmiňany - Chminianska Nová Ves - Chminianske Jakubovany - Janov - Janovík - Kapušany | - Kendice - Klenov - Kojatice - Kokošovce - Krížovany - Kvačany - Lada - Lažany - Lemešany - Lesíček - Ličartovce - Lipníky - Lipovce - Lúčina - Ľubotice - Ľubovec - Malý Slivník - Malý Šariš - Medzany - Miklušovce - Mirkovce - Mošurov - Nemcovce - Okružná - Ondrašovce - Ovčie - Petrovany - Podhorany - Podhradík - Proč | - Pušovce - Radatice - Rokycany - Ruská Nová Ves - Sedlice - Seniakovce - Suchá Dolina - Svinia - Šarišská Poruba - Šarišská Trstená - Šarišské Bohdanovce - Šindliar - Široké - Štefanovce - Teriakovce - Terňa - Trnkov - Tuhrina - Tulčík - Varhaňovce - Veľký Slivník - Víťaz - Vyšná Šebastová - Záborské - Záhradné - Zlatá Baňa - Žehňa - Žipov - Župčany |

### Ostali projekti
|  | Zajednički poslužitelj ima još gradiva o temi Okrug Prešov |